# Запорозьке сільське поселення (Темрюцький район)
Запоро́зьке сільське́ посе́лення (рос. Запорожское сельское поселение) — муніципальне утворення у складі Темрюцького району Краснодарського краю, Російська Федерація. Адміністративний центр — станиця Запорозька.

## Географічне положення
Сільське поселення розташоване на північному заході Таманського півострова. На півночі має вихід до Азовського моря, на заході — до Керченської протоки, на півдні — до Таманської затоки. На сході межує із Фонталовським сільським поселенням.

## Населення
Населення — 6741 особа (2012; 6636 в 2010).
На національним складом у поселенні переважають росіяни (95,7%), українці (3,4%), корейці (0,3%), вірмени (0,2%) та інші.

## Склад
До складу поселення входять такі населені пункти:
| Населений пункт          | Населення, осіб (2010) | Населення, осіб (2012) |
| ------------------------ | ---------------------- | ---------------------- |
| Батарейка, селище        | 640                    | 646                    |
| Береговий, селище        | 203                    | 206                    |
| Гаркуша, селище          | 1066                   | 1067                   |
| Запорозька, станиця      | 1524                   | 1559                   |
| Ілліч, селище            | 1675                   | 1735                   |
| Красноармійський, селище | 1195                   | 1201                   |
| Приазовський, селище     | 224                    | 249                    |
| Чушка, селище            | 109                    | 78                     |

## Господарство
У поселенні працюють 13 підприємств, найбільшим з яких є морський порт Кавказ на косі Чушка. Сільським господарством займаються 2 ВАТ — «Южная» та «Передний край». Серед закладів соціальної сфери діють 4 садочки та 3 школи, 5 фельдшерсько-акушерських пункти, 4 будинки культури та 3 бібліотеки, 4 стадіони та 3 спортивних зали.

## Пам'ятки історії та культури
| № п/п | Назва                                                     | Статус       | Розташування                        | Зображення |
| ----- | --------------------------------------------------------- | ------------ | ----------------------------------- | ---------- |
| 1     | Братська могила 310 солдатів                              | регіональний | парк по вул. Леніна, ст. Запорозька | -          |
| 2     | Меморіальна стела                                         | місцевий     | парк по вул. Леніна, ст. Запорозька | -          |
| 3     | Братська могила                                           | регіональний | парк, сел. Гаркуша                  | -          |
| 4     | Меморіал слави «Мис Рубаново»                             | регіональний | мис Рубанова, сел. Гаркуша          | -          |
| 5     | Братська могила 16 солдатів                               | регіональний | цвинтар, сел. Береговий             | -          |
| 6     | Пам'ятник трактористу, що підірвався на міні              | регіональний | траса М25, сел. Батарейка           | -          |
| 7     | Пам'ятник загиблим односельчанам                          | регіональний | вул. Степова, сел. Батарейка        | -          |
| 8     | Пам'ятник загиблим морякам                                | регіональний | берег моря, сел. Ілліч              | -          |
| 9     | Братська могила загиблих моряків                          | регіональний | старий цвинтар, сел. Ілліч          | -          |
| 10    | Могила Князева М. М.                                      | регіональний | старий цвинтар, сел. Ілліч          | -          |
| 11    | Братська могила загиблих солдат                           | регіональний | парк, сел. Ілліч                    | -          |
| 12    | Пам'ятник загиблим односельчанам                          | регіональний | вул. Леніна, сел. Ілліч             | -          |
| 13    | Пам'ятник на честь звільнення Кубані                      | регіональний | траса М25, сел. Ілліч               |            |
| 14    | Пам'ятник на честь 10-річчя звільнення Північного Кавказу | регіональний | коса Чушка                          |            |